# Anastase le Vénitien
Pour les articles homonymes, voir Anastase.
Anastase le Vénitien ou Saint Anastase est un moine, ermite, confesseur, ayant vécu au XIe siècle, proche de Anselme de Cantorbéry et Hugues de Semur ; fêté le 16 octobre.

## Biographie
La biographie d'Anastase est connue par un manuscrit du début du XIIe siècle découvert à la fin du XVIIe siècle dans le presbytère de l'église de Saint-Martin-d'Oydes (Ariège). Une copie du manuscrit fut alors transmise par l'évêque de Rieux, Antoine-François de Bertier, à l'Ordre des Bénédictins pour publication, et l'original a ensuite été perdu. La vita d'une quinzaine de pages éditée par les Bénédictins croise l'ensemble des sources disponibles à l'époque. L'étude critique (en français) mentionnée ci-dessus exploite quelques sources supplémentaires, inconnues des Bénédictins.
Né à Venise à une date incertaine dans une illustre famille imprégnée de culture grecque, Anastase est attiré dès son plus jeune âge par la vocation monastique et érémitique. Il quitte définitivement sa ville natale dans le sillage de Guillaume de Volpiano, pour rejoindre la communauté monastique du Mont-Saint-Michel peut-être dès les alentours de 1025. Après plusieurs années passées dans cette communauté puis dans un ermitage sur l'île voisine de Tombelaine jusqu'en 1066, il rejoint Hugues de Semur à l'Abbaye de Cluny. Quelques années plus tard, en 1073, il est envoyé en Espagne sur le front de la Reconquista afin d'y convertir les païens, sans succès, avant de revenir à Cluny.
Vers 1082, il effectue aux côtés de Hugues de Semur un voyage en Aquitaine afin d'y fonder ou consolider certaines communautés clunisiennes.
Arrivant à l'abbaye Saint-Antonin de Frédelas (Pamiers), il ressent une nouvelle fois l'appel d'une vie d'ermite sur les montagnes voisines, et il s'y établit durant trois ans. Vers 1085, une lettre de Hugues lui enjoint de revenir à Cluny, en passant par l'Abbaye de Frédelas afin de remettre de l'ordre dans cette communauté en proie aux divisions. C'est à Saint-Martin-d'Oydes sur le trajet de son retour entre les abbayes de Pamiers et Cluny alors qu'il se dirige vers celle de Lézat, qu'Anastase, affaibli par le jeûne perpétuel, trouve la mort. Ses reliques seront dispersées lors des guerres de religion.

## Autour du personnage
Contrairement à d'autres saints locaux (cf. notamment Antonin de Pamiers), la réalité historique du personnage d'Anastase ne fait pas débat: il est mentionné dans de nombreuses correspondances. Il est également frappant de constater qu'aucun détail historiquement vérifiable du manuscrit ariégeois n'est mis en défaut par les pièces existantes, évidemment inconnues du rédacteur.
Dès son séjour à Tombelaine, Anastase jouit d'une renommée telle que Anselme de Cantorbéry (Anselme du Bec) supplie son ami Robert de Tombelaine de lui permettre de rencontrer le moine aux éminentes qualités, afin de gagner son amitié. Anastase était également théologien; dans une lettre à Garin, un ancien disciple devenu abbé de saint-Vigor de Cerisy, il est l'un des premiers à tenter de réfuter les thèses de Bérenger de Tours sur l'Eucharistie. thèses qui vaudront à Bérenger son excommunication pour hérésie en 1050. De récents travaux attribuent en effet cette importante lettre intitulée De Corpore et Sanguine Domini non à Lanfranc du Bec comme ce fut admis de longue date, mais à Anastase lui-même.
Comme il advient fréquemment, la période couvrant la fin de vie d'Anastase (à sa descente des Pyrénées vers Pamiers) est celle où la légende prend le pas sur la stricte réalité, y compris dans le manuscrit ariégeois. Deux versions du séjour à Pamiers se juxtaposent. Dans le manuscrit ariégeois, Anastase fait halte à Pamiers pour procéder à la translation du corps de Saint Antonin; dans la légende orale, Anastase retourne simplement à Cluny mais fait une halte à Pamiers pour guérir les malades d'une épidémie de peste qui sévissait alors. Ces deux récits posent de sérieux problèmes d'anachronisme. La réalité est sans doute plus prosaïque puisque dans sa correspondance, Hugues de Cluny implore Anastase de revenir à Cluny en passant par le prieuré de Saint Antonin afin de remédier aux désordres dans la communauté.
Les péripéties autour de l'invention du corps (XIIIe siècle), la profanation des reliques (1574), la réauthentification de ce qui subsistait des reliques (1715) et la vénération de celles-ci sont consignées dans un article du Bulletin de la Société Ariégeoise des Sciences, Lettres et  Arts.